# Vacation Gone Awry
Vacation Gone Awry is een computerspel dat werd uitgegeven door Milbus. Het spel kwam in 2002 voor de platforms Linux, DOS en Microsoft Windows. Het spel is volledig tekst gebaseerd. De speler speelt een Australiër die op ski vakantie is in Duitsland. Als hij de volgende morgen wakker wordt is zijn familie verdwenen. Het doel van het spel is uit te zoeken wat er met hen gebeurd is.

## Platforms
| Platform    | Jaar |
| ----------- | ---- |
| DOS         | 2002 |
| Linux       | 2002 |
| Windows     | 2002 |
| Windows 3.x | 2002 |